# Романово-Хутір
Рома́нів-Ху́тір — село в Україні, у Іллінецькій міській громаді Вінницького району Вінницької області.

## Історія
12 червня 2020 року, відповідно до розпорядження Кабінету Міністрів України № 707-р «Про визначення адміністративних центрів та затвердження територій територіальних громад Вінницької області» село увійшло до складу Іллінецької міської громади.
19 липня 2020 року, в результаті адміністративно-територіальної реформи та ліквідації Іллінецького району, село увійшло до складу Вінницького району.

## Населення

### Мова
Розподіл населення за рідною мовою за даними :
| Мова            | Кількість | Відсоток |
| --------------- | --------- | -------- |
| українська      | 377       | 98.44%   |
| російська       | 4         | 1.04%    |
| білоруська      | 1         | 0.26%    |
| інші/не вказали | 1         | 0.26%    |
| Усього          | 383       | 100%     |